# Apple I
L'Apple I, inizialmente solo Apple Computer ed in seguito conosciuto anche come Apple-1, è stato il primo computer prodotto dalla Apple Computer nonché uno dei primi microcomputer personali della storia.
Concepito e progettato da Steve Wozniak, l'Apple I fu presentato nell'aprile 1976 all'Homebrew Computer Club di Palo Alto e fu commercializzato dal luglio 1976 all'agosto 1977 inizialmente al costo di 666,66 dollari, per una produzione complessiva di circa 200 esemplari.

## Storia
Il 5 marzo 1975 si riunì per la prima volta, nel garage di Gordon French a Menlo Park, l'Homebrew Computer Club, uno dei primi club formato da appassionati di computer, in occasione dell'arrivo nella zona del tour itinerante di presentazione dell'Altair 8800, uno dei primi microcomputer che aveva un prezzo accessibile anche ai comuni utenti. Steve Wozniak era un appassionato di elettronica e fu grazie a quella prima riunione che nacque in lui il desiderio di costruire un suo computer.
Wozniak iniziò a disegnare lo schema del computer. Quando si trattò di scegliere il microprocessore da usare come CPU iniziarono i problemi. L'Altair 8800, costruito da Micro Instrumentation and Telemetry Systems (MITS), era basato sull'Intel 8080: Wozniak però non prese neanche in considerazione di usare quel processore perché all'epoca costava 179 dollari. Decise di ripiegare sul Motorola 6800, usato su uno dei computer che più lo intrigavano, il Data General Nova, ma anche in questo caso c'era il problema del costo: il processore costava 175 $. Wozniak proseguì quindi nel progetto del computer non potendo però acquistare la CPU. In seguito, durante l'estate del 1975, confidandosi con un suo amico Wozniak venne a sapere che MOS Technology aveva messo in commercio un processore che costava solo 25 $, il MOS 6502. Wozniak decise di adottarlo come CPU per il suo computer, ed iniziò subito a scrivere un BASIC per il 6502. All'epoca Wozniak lavorava presso la Hewlett-Packard: grazie ad un suo collega che scrisse un emulatore del 6502 per uno dei computer che aveva a disposizione, Wozniak poté terminare la scrittura del suo BASIC. Terminato lo sviluppo del linguaggio, Wozniak iniziò la costruzione vera e propria del computer.
Per rendere di facile uso il computer Wozniak decise di realizzare un'interfaccia di comunicazione con l'utente basata su una tastiera piuttosto che su un pannello pieno di luci ed interruttori com'era l'Altair 8800. Per visualizzare i dati realizzò anche un'interfaccia per collegare il computer ad un comune televisore domestico. Wozniak scrisse poi un rudimentale monitor, un programma salvato su ROM che era disponibile subito all'accensione della macchina e che leggeva la tastiera e visualizzava sullo schermo i caratteri corrispondenti ai tasti premuti; con questo monitor l'utente poteva inserire valori esadecimali da salvare in memoria e avviare un programma da una determinata locazione della memoria stessa. Siccome all'epoca il costo della RAM era elevato, per memorizzare i dati da visualizzare sul video Wozniak realizzò un sistema basato su registri a scorrimento: ciò faceva apparire il testo ad una velocità massima di 60 caratteri al secondo (veniva generato 1 carattere per ogni fotogramma dell'immagine inviata allo schermo). Montando 8 KB di RAM si poteva caricare il BASIC scritto da Wozniak nei primi 4 KB di memoria ed avere il restante per i propri programmi. Wozniak curò molto l'ottimizzazione del suo progetto, aiutato in questo da Steve Jobs, un suo vecchio amico: la versione finale del computer conteneva circa 30/40 chip, montati tutti su una singola scheda madre di 16×12 pollici (ca. 40×30 centimetri). L'alimentazione era a parte: il computer necessitava di 2 alimentatori per fornire le tensioni rispettivamente di 5 V e 12 V necessarie al suo funzionamento.

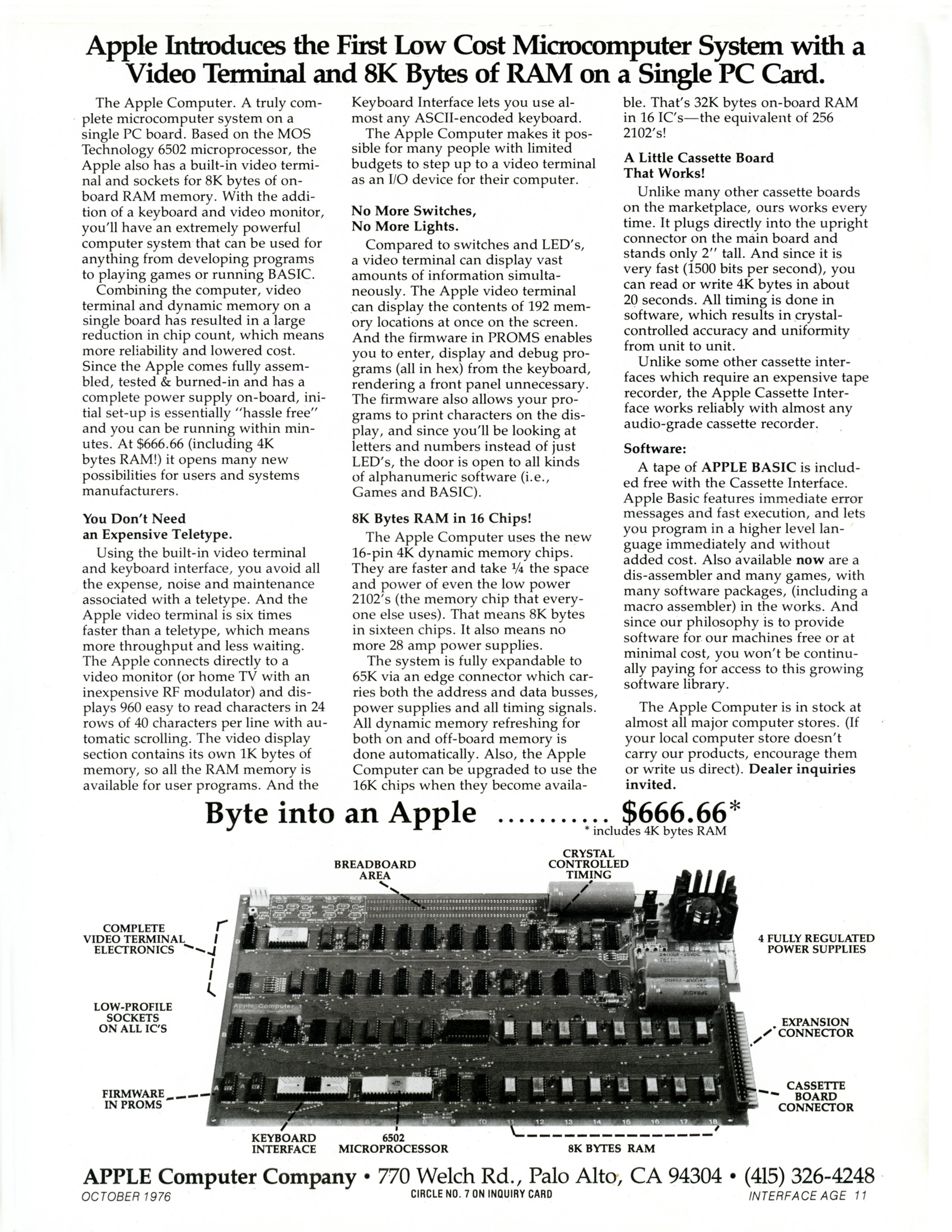
Volantino pubblicitario dell'Apple I

Il computer fu presentato durante un incontro dell'Homebrew Computer Club, sollevando un certo interesse. Jobs propose quindi a Wozniak di realizzare alcune schede già assemblate e di venderle ai membri del club. Il 1º aprile 1976 i due fondarono, insieme all'amico Ronald Wayne, la società Apple Computer; vendendo il furgoncino Volkswagen di Jobs e la calcolatrice HP di Wozniak, misero insieme alcune migliaia di dollari con cui acquistarono i componenti necessari a iniziare la produzione delle prime schede dell'Apple I. Il primo manuale del computer fu scritto da Wayne: su questa documentazione il computer fu indicato come "Apple 1". Il computer fu presentato e venduto al club tra aprile e maggio del 1976. Paul Terrell, che aveva da poco aperto The Byte Shop, la prima catena di negozi dedicati ai computer, fu molto impressionato dalla macchina e propose a Jobs l'acquisto di 50 computer già assemblati e pronti all'uso per 500 $ cadauno, da consegnare in 30 giorni. Jobs accettò, ben sapendo che il costo dei componenti necessari a realizzare tutti quei computer era molto al di là delle loro possibilità. Nonostante ciò, riuscì a convincere un fornitore di componenti ad accettare un pagamento a 30 giorni senza interessi. Con i componenti disponibili, i computer furono assemblati da Wozniak presso la sua postazione di lavoro alla Hewlett-Packard e poi testati e immagazzinati prima della vendita nel garage del padre di Steve Jobs. Alla consegna, nonostante i computer non fossero completi (l'acquirente finale doveva acquistare a parte una tastiera, due alimentatori e possedere un televisore o acquistare uno schermo), Terrell pagò la cifra pattuita, rivendendo i computer a 666,66 $ l'uno, con una dotazione di memoria di 4 KB.
Il debutto ufficiale avvenne il 28 agosto 1976 al "PC'76", una fiera di computer che si tenne ad Atlantic City (New Jersey) dove la neonata Apple mostrò in funzione i suoi Apple I con il BASIC che Wozniak terminò usando il televisore dell'albergo che li ospitava per poterlo presentare alla fiera nella sua versione definitiva. Nonostante il fatto che la Apple fosse in pratica sconosciuta e che il suo stand fosse abbastanza piccolo ed in fondo al salone e nonostante la presenza alla fiera di altri computer basati sul MOS 6502 (come il KIM-1) Jobs riuscì comunque a piazzare 20 ordini ad altrettanti rivenditori. Il prezzo di vendita di 666,66 $ fu abbassato nel mese di aprile del 1977 a 475 $ mentre il modello superiore, con 8 KB di RAM, fu ridotto a 575 $.
Il computer restò in produzione fino a metà del 1977, venendo venduto per alcuni mesi anche dopo l'introduzione del suo successore, l'Apple II. Complessivamente si stima che ne siano stati prodotti circa 200, tutti venduti tranne 25.

## Descrizione

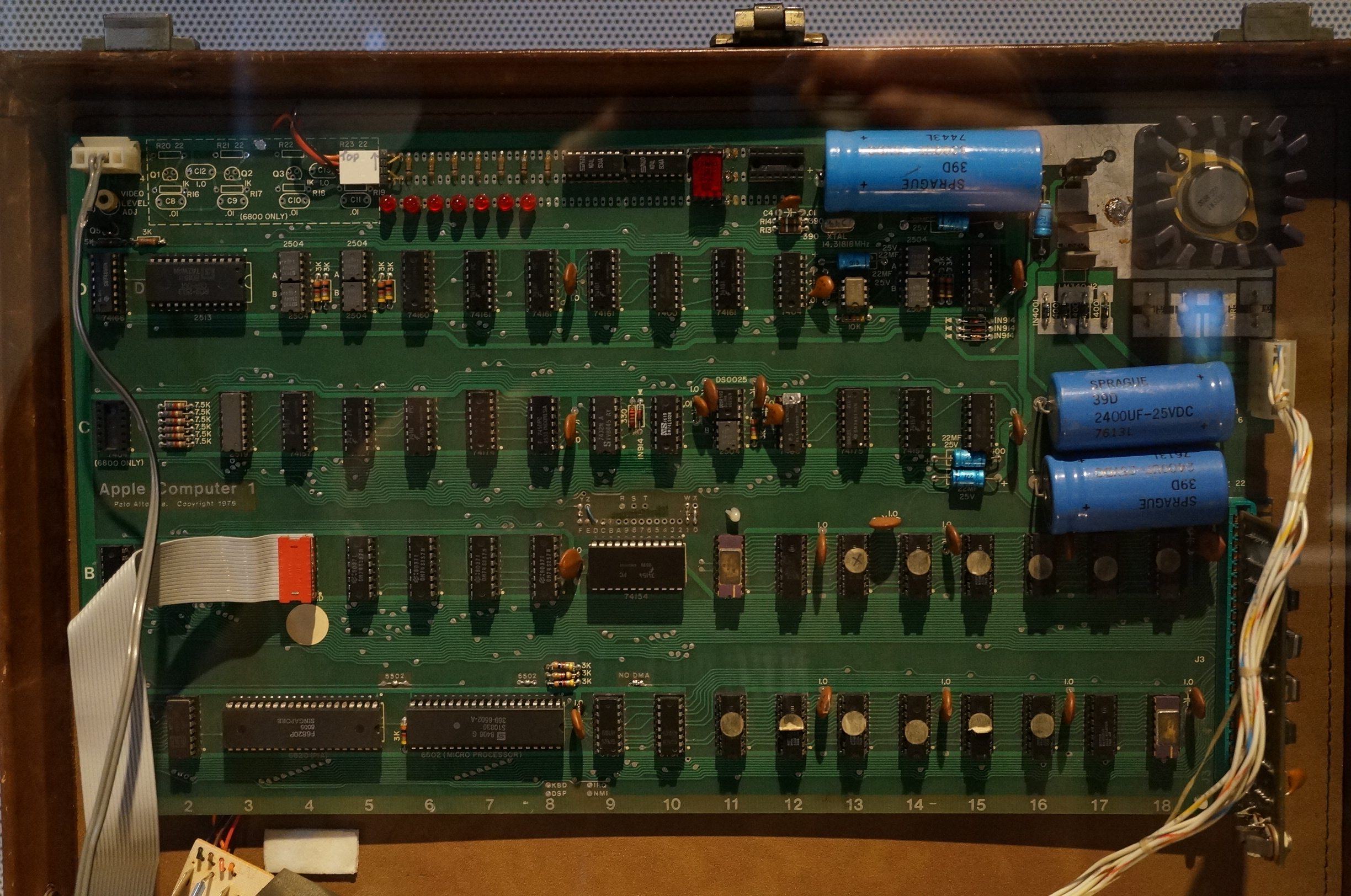
La scheda originale Apple I del 1976 esposta al Powerhouse Museum di Sydney.

L'Apple I è semplicemente una scheda madre completamente assemblata. Per ottenere un computer funzionante bisogna aggiungervi un paio di alimentatori in grado di fornirle le tensioni elettriche richieste, una tastiera e collegarlo ad uno schermo, che andavano acquistati a parte da altri fornitori. Come accessorio era disponibile all'epoca anche un'interfaccia per cassette al costo di 75 dollari.
È per questo motivo che molti Apple I vennero assemblati in case di legno: non essendoci all'epoca un mercato di case per l'assemblaggio in proprio di un computer come c'è oggi, molti utenti se lo costruirono da soli e spesso utilizzavano il legno. Terrell, comunque, per rendere più appetibile il computer contattò un produttore di cabinet per una fornitura di contenitori in legno di acacia.
Non c'è da stupirsi se l'Apple I non era venduto come computer completamente assemblato. La prima generazione di microcomputer infatti non era destinata ad utenti generici bensì ad hobbisti dell'elettronica in grado di terminare l'assemblaggio senza problemi. Anzi i microcomputer di prima generazione spesso erano venduti in kit di montaggio, quindi la scheda madre completamente assemblata rappresentava un risparmio di tempo.
La scheda madre era molto semplice, conteneva solo 30 chip, ma questo non vuol dire che l'Apple I fosse poco evoluto. I primi microcomputer infatti si programmavano attraverso interruttori e comunicavano i risultati tramite LED. L'Apple I si programmava invece attraverso una tastiera alfanumerica e mostrava i risultati su uno schermo video. L'interfaccia utente visualizzata era testuale (non grafica come i computer di oggi) e monocromatica con una risoluzione di 40 × 24 caratteri. Il segnale video si presentava sul connettore di uscita come video composito e alle medesime frequenze utilizzate dallo standard televisivo statunitense del tempo quindi in grado di essere visualizzato anche con un comune televisore domestico.

## Esemplari rimasti
Si stima che siano sopravvissuti tra i 30 e i 50 computer Apple I. A parte quelli nel tempo persi o rottamati, molti dei computer furono restituiti ad Apple per passare al modello successivo: quando infatti la società presentò l'Apple II, contattò i proprietari del precedente modello offrendo dei forti sconti per passare a quello nuovo, anche per via del fatto che Wozniak era l'unica persona che poteva offrire assistenza per quella macchina, avendola progettata e costruita personalmente. I computer restituiti furono quasi tutti distrutti dalla stessa Apple, rendendo quel computer costruito in così pochi esemplari ancora più raro. Anche per la loro rarità, il loro valore è in continua crescita. Nel 1999 un esemplare di Apple I venne venduto a un'asta per 50 000 dollari. Nel novembre del 2010 un esemplare in perfette condizioni di Apple I è stato acquistato dal collezionista italiano Marco Boglione all'asta da Christie's a Londra per 157 245 euro. L'esemplare è stato venduto a un prezzo elevato (rispetto alla media di mercato) dato che era completo di scatola e documentazione originale, della fattura di vendita firmata dall'allora CEO Apple Steve Jobs, insieme a una sua lettera che risponde a domande tecniche sul computer. L'indirizzo di restituzione indicato sulla scatola corrispondeva alla casa dei genitori di Jobs, nel cui interno era allora ubicata la sede di Apple (non nel garage come a lungo è stato detto, come recentemente puntualizzato da Steve Wozniak). Nel giugno 2012 è stato venduto dalla casa d'aste Sotheby's di New York uno degli ultimi esemplari funzionanti per la cifra di 374 000 dollari. Due anni dopo, 21 ottobre 2014, La casa d'aste BONHAMS, sempre newyorkese, ha registrato il prezzo record di 905.000 Dollari per un altro esemplare funzionante. Al 2017, sono solo 8 gli esemplari funzionanti ancora in circolazione.

## Cloni

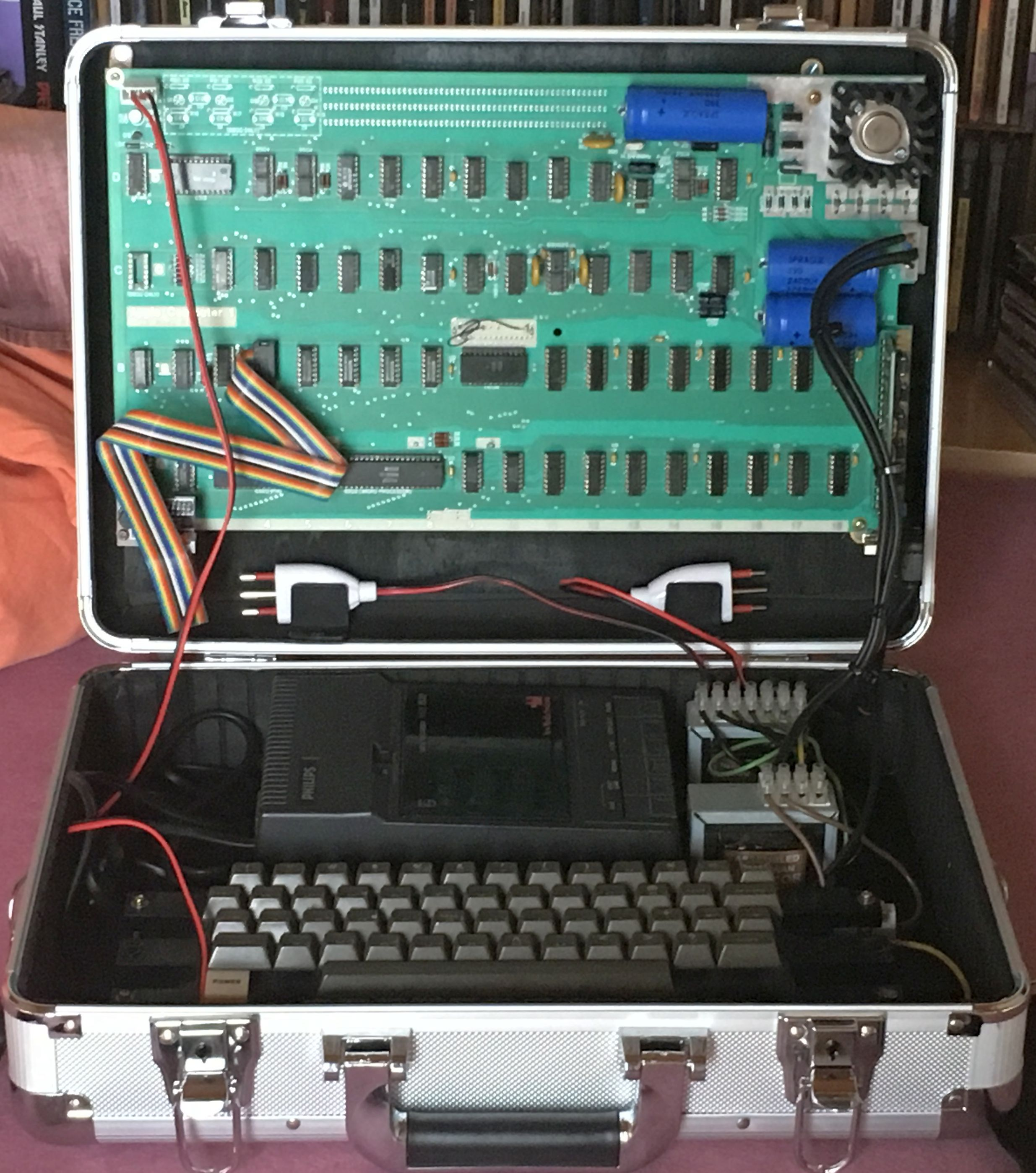
Un Apple 1 Replica Mimeo (clone) installato all'interno di una valigetta

In tempi recenti sono stati realizzati diversi cloni dell'Apple I. Uno dei primi cloni compatibili a livello software realizzato con componenti moderni è stato il Replica 1, venduto in quantità limitate dal 2003 fino al 2014 subendo alcune modifiche nel corso della sua produzione. Come l'originale, era basato su un MOS 6502 ed un MOS 6520 PIA per gestire la tastiera ed il video; era dotato di 32 KB di RAM e di 8 KB di EEPROM per ospitare il firmware del computer (che doveva essere scaricato a parte e scritto sulla EEPROM dall'utente). Connettori PS/2 e ATX permettevano di collegare al computer alimentatori e tastiere dei computer moderni. L'ultima versione era denominata "Replica 1 plus" ed era venduta a circa 149 $.
In seguito è stata messa in produzione anche una replica molto fedele basata sulla riproduzione della scheda madre e della Cassette Interface. Detta replica si chiama Apple 1 Replica Mimeo e funziona sullo stesso hardware dell'originale.

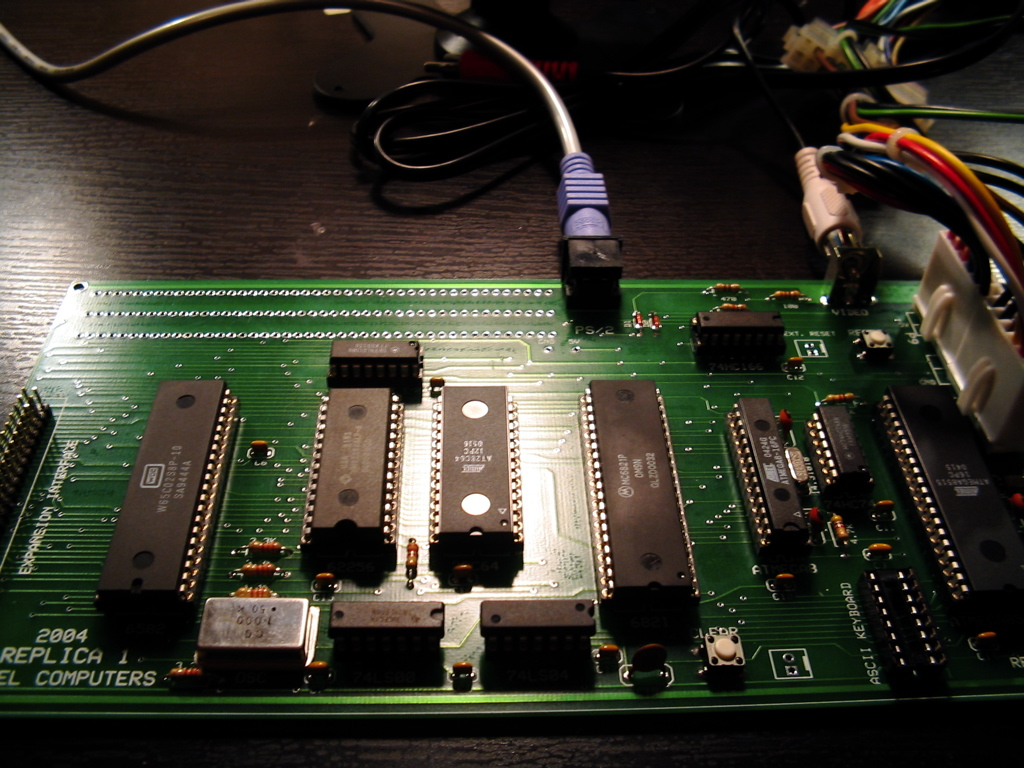
Il Replica 1, un clone dell'Apple I